# Anu Tali
Anu Tali (Tallinn, 18 juni 1972) is een Ests dirigent. Ze leidt het Noords Symfonieorkest en het Sarasota Orchestra.

## Levensloop
Tali doorliep het muziekgymnasium in Tallinn (Ests: Tallinna Muusikakeskkool), waar ze in 1991 haar diploma kreeg. Aan het muziekgymnasium concentreerde ze zich op de piano. Daarna volgde ze de dirigentenopleiding aan de Estse Muziekacademie onder Kuno Areng, Toomas Kapten en Roman Matsov. Tussen 1998 en 2000 studeerde ze aan het Conservatorium van Sint-Petersburg, eerst onder Ilja Moesin en later onder Leonid Kortsjmar. Vanaf 1995 nam ze ook lessen bij Jorma Panula aan de Sibeliusacademie in Helsinki.
In 1997 stichtte ze samen met haar tweelingzus Kadri Tali het Ests-Fins Symfonieorkest (Ests: Eesti-Soome Sümfooniaorkester). Anu Tali was de dirigent en Kadri Tali de directeur. Het orkest veranderde later zijn naam in Noords Symfonieorkest (Ests: Põhjamaade Sümfooniaorkester). Het orkest verzorgt vijf concertreeksen per jaar en bestaat uit jonge mensen uit vijftien verschillende landen. Elk concertseizoen staat een thema centraal, zoals ‘De muzikale hoofdsteden van de wereld’ (1998/1999), ‘Leven en dood’ (1999/2000), ‘Musica Grande’ (2001/2002), ‘À la Russe’ (2003/2004), ‘Gezicht van het noorden’ (2004/2005) en ‘Ontmoetingspunt Estland’ (2009/2010).
In 2005 maakte Tali haar debuut in de Verenigde Staten met het New Jersey Symphony Orchestra in het kader van het Northern Lights Festival. In 2007 was er sprake van dat Tali de post van chef-dirigent van het Manitoba Chamber Orchestra zou overnemen, maar uiteindelijk lukte het niet overeenstemming te bereiken.
In de zomer van 2006 dirigeerde Tali de opera Carmen tijdens het jaarlijkse operafestival in Savonlinna en trad ze ook op als dirigent van het Mozarteumorchester Salzburg tijdens de Salzburger Festspiele. Een andere mijlpaal was de Amerikaanse première van Songs of Wars I Have Seen van Heiner Goebbels op teksten van Gertrude Stein met het St. Paul Chamber Orchestra in 2009.
Tali maakte haar debuut als gastdirigent bij het Sarasota Orchestra, gevestigd in Sarasota, Florida, in februari 2011. In juni 2013 werd ze daar benoemd tot chef-dirigent met een contract voor drie jaar.

## Discografie
Tali maakte met het Noords Symfonieorkest in 2002 haar eerste platenopname: de orkestsuites De oceaan en Vlucht van de zwaan van Veljo Tormis samen met La Mer van Claude Debussy en De zwaan van Tuonela van Jean Sibelius (Finlandia Records 8573-89876-2). Het was tevens de eerste opname voor de beide stukken van Tormis; Vlucht van de zwaan is de orkestsuite bij de gelijknamige opera.
In 2005 volgde Action Passion Illusion, weer met het Noords Symfonieorkest. Daarop staan Action Passion Illusion en Zeitraum van Erkki-Sven Tüür, De bosnimf van Sibelius en Drie Russische liederen, Op. 41 van Sergej Rachmaninov (met zang van het Lets Staatskoor) (Warner Classics 825646199228).
Haar derde cd, uit 2010, bevat Strata, de zesde symfonie, die speciaal aan Tali en haar orkest was opgedragen, en Noēsis, een concert voor klarinet, viool en orkest, van Erkki-Sven Tüür (ECM New Series 2040).